# Кашинини (Новара)
Кашинини је насеље у Италији у округу Новара, региону Пијемонт.
Према процени из 2011. у насељу је живело 15 становника. Насеље се налази на надморској висини од 200 м.